# 布哈拉之戰
布哈拉之戰，是發生在557年波斯薩珊帝國和突厥汗國結盟聯手消滅嚈噠的戰爭。

## 背景
在484年，薩珊王朝國王卑路斯一世死於赫拉特之戰，損失了大部分呼羅珊地區。
霍斯劳一世與東羅馬帝國在西部一個穩定的和平協議後，波斯薩珊王朝能夠集中自己的注意力在東部地區，但實力仍有不足於是尋求突厥汗國作盟友。嚈噠雖擁有軍事力量，但他們缺乏組織，在多個戰線作戰。雙管齊下的攻擊令嚈噠支持不了，其結果是西突厥把河中併入汗國，而波斯人吞併了阿姆河以南土地。

## 事後
嚈噠失去了河中但仍保留在阿富汗。
突厥人和波斯人之間友好關係在嚈噠被征服後迅速惡化。因為無論是突厥人和波斯人都想稱霸絲綢之路和西方和遠東之間的貿易。
568年西突厥汗國大使被派往君士坦丁堡提出與東羅馬帝國結盟並联合進攻波斯薩珊王朝。但並没成事。

## 遊戲形象
世紀帝國Ⅱ失落的帝國於2014年補丁中將本戰爭列為被遺忘的王朝戰役錦集第1場戰役，2019決定版的歷史戰役之一